# Житно
Житно (пол. Żytno) — село в Польщі, у гміні Житно Радомщанського повіту Лодзинського воєводства.
Населення — 729 осіб (2011).
У 1975-1998 роках село належало до Ченстоховського воєводства.

## Демографія
Демографічна структура станом на 31 березня 2011 року:
|          | Загалом | Допрацездатний вік | Працездатний вік | Постпрацездатний вік |
| -------- | ------- | ------------------ | ---------------- | -------------------- |
| Чоловіки | 375     | 73                 | 269              | 33                   |
| Жінки    | 354     | 57                 | 211              | 86                   |
| Разом    | 729     | 130                | 480              | 119                  |